# Olympische Sommerspiele 1972/Schwimmen – 100 m Freistil (Männer)
Der Schwimmwettkampf über 100 Meter Freistil der Männer bei den Olympischen Spielen 1972 in München wurde am 2. und 3. September ausgetragen. Der US-Amerikaner Mark Spitz startete schnell ins Rennen und war beim Anschlag nach 50 Metern bereits in Führung. Mit einem neuen Weltrekord gewann schließlich seine sechste von Goldmedaillen bei den Spielen. Silber ging an seinen Landsmann Jerry Heidenreich und Bronze an Wladimir Bure aus der Sowjetunion.

## Ergebnisse

### Vorläufe
Die 16 schnellsten Athleten der sieben Läufe qualifizierten sich für das Halbfinale.
Lauf 1
| Rang | Athlet            | Nation              | Zeit    | Anm. |
| ---- | ----------------- | ------------------- | ------- | ---- |
| 1    | Ruy de Oliveira   | Brasilien           | 54,26 s |      |
| 2    | Gilles Vigne      | Frankreich          | 54,34 s |      |
| 3    | Wilfried Hartung  | DDR                 | 54,37 s |      |
| 4    | Malcolm Windeatt  | Großbritannien      | 54,70 s |      |
| 5    | Geoffrey Ferreira | Trinidad und Tobago | 56,27 s |      |
| 6    | Roberto Strauss   | Mexiko              | 56,78 s |      |

Lauf 2
| Rang | Athlet            | Nation      | Zeit       | Anm. |
| ---- | ----------------- | ----------- | ---------- | ---- |
| 1    | Igor Griwennikow  | Sowjetunion | 53,64 s    | Q    |
| 2    | Colin Herring     | Neuseeland  | 54,41 s    |      |
| 3    | Alain Hermitte    | Frankreich  | 54,57 s    |      |
| 4    | István Szentirmay | Ungarn      | 54,71 s    |      |
| 5    | Antonio Ferracuti | El Salvador | 56,69 s    |      |
| 6    | Sandro Rudan      | Jugoslawien | 56,91 s    |      |
| 7    | Bruno Bassoul     | Libanon     | 1:00,8 min |      |

Lauf 3
| Rang | Athlet           | Nation      | Zeit    | Anm. |
| ---- | ---------------- | ----------- | ------- | ---- |
| 1    | Wladimir Bure    | Sowjetunion | 52,87 s | Q    |
| 2    | Jorge Comas      | Spanien     | 53,70 s | Q    |
| 3    | José Aranha      | Brasilien   | 54,06 s | Q    |
| 4    | Hanspeter Würmli | Schweiz     | 55,08 s |      |
| 5    | Neil Rogers      | Australien  | 55,32 s |      |
| 6    | Samnang Prak     | Kambodscha  | 59,18 s |      |

Lauf 4
| Rang | Athlet           | Nation         | Zeit    | Anm. |
| ---- | ---------------- | -------------- | ------- | ---- |
| 1    | Michel Rousseau  | Frankreich     | 52,93 s | Q    |
| 2    | Kersten Meier    | BR Deutschland | 53,96 s | Q    |
| 3    | Greg Rogers      | Australien     | 53,98 s | Q    |
| 4    | Hartmut Flöckner | DDR            | 54,36 s |      |
| 5    | Bruce Robertson  | Kanada         | 54,76 s |      |
| 6    | Feridun Aybars   | Türkei         | 59,32 s |      |

Lauf 5
| Rang | Athlet               | Nation             | Zeit        | Anm. |
| ---- | -------------------- | ------------------ | ----------- | ---- |
| 1    | John Murphy          | Vereinigte Staaten | 53,07 s     | Q    |
| 2    | Georgijs Kuļikovs    | Sowjetunion        | 53,78 s     | Q    |
| 3    | Peter Bruch          | DDR                | 54,25 s     | Q    |
| 4    | Paulo Zanetti        | Brasilien          | 54,97 s     |      |
| 5    | Brian Brinkley       | Großbritannien     | 55,06 s     |      |
| 6    | Zbigniew Pacelt      | Polen              | 55,97 s     |      |
| 7    | Andrew Hunter        | Irland             | 56,09 s     |      |
| 8    | Abdullah Abdulrahman | Kuwait             | 1:03,94 min |      |

Lauf 6
| Rang | Athlet            | Nation             | Zeit    | Anm. |
| ---- | ----------------- | ------------------ | ------- | ---- |
| 1    | Jerry Heidenreich | Vereinigte Staaten | 52,38 s | Q    |
| 2    | Brian Phillips    | Kanada             | 53,75 s | Q    |
| 3    | Bob Kasting       | Kanada             | 54,07 s | Q    |
| 4    | Gerhard Schiller  | BR Deutschland     | 54,28 s |      |
| 5    | Attila Császári   | Ungarn             | 55,37 s |      |
| 6    | Finnur Garðarsson | Island             | 55,97 s |      |
| 7    | Salvador Vilanova | El Salvador        | 56,57 s |      |
| 8    | Wong Ronnie       | Hongkong           | 57,53 s |      |

Lauf 7
| Rang | Athlet          | Nation             | Zeit    | Anm. |
| ---- | --------------- | ------------------ | ------- | ---- |
| 1    | Mike Wenden     | Australien         | 52,34 s | Q    |
| 2    | Mark Spitz      | Vereinigte Staaten | 52,46 s | Q    |
| 3    | Klaus Steinbach | BR Deutschland     | 52,91 s | Q    |
| 4    | Fritz Warncke   | Norwegen           | 54,41 s |      |
| 5    | Roberto Pangaro | Italien            | 54,74 s |      |
| 6    | Marian Slavic   | Rumänien           | 55,35 s |      |
| 7    | Jorge van Balen | Venezuela          | 57,20 s |      |

### Halbfinale
Die ersten drei Athleten der beiden Läufe sowie die zwei zeitschnellsten Athleten qualifizierten sich für das Finale.
Lauf 1
| Rang | Athlet            | Nation             | Zeit    | Anm. |
| ---- | ----------------- | ------------------ | ------- | ---- |
| 1    | Jerry Heidenreich | Vereinigte Staaten | 52,31 s | Q    |
| 2    | Igor Griwennikow  | Sowjetunion        | 52,55 s | Q    |
| 3    | Wladimir Bure     | Sowjetunion        | 52,60 s | Q    |
| 4    | Michel Rousseau   | Frankreich         | 52,82 s | q    |
| 5    | José Aranha       | Brasilien          | 53,47 s |      |
| 6    | Brian Phillips    | Kanada             | 53,73 s |      |
| 7    | Peter Bruch       | DDR                | 53,97 s |      |
| 8    | Kersten Meier     | BR Deutschland     | 54,35 s |      |

Lauf 2
| Rang | Athlet            | Nation             | Zeit    | Anm. |
| ---- | ----------------- | ------------------ | ------- | ---- |
| 1    | Mike Wenden       | Australien         | 52,32 s | Q    |
| 2    | Mark Spitz        | Vereinigte Staaten | 52,43 s | Q    |
| 3    | Klaus Steinbach   | BR Deutschland     | 52,87 s | Q    |
| 4    | John Murphy       | Vereinigte Staaten | 53,17 s | q    |
| 5    | Bob Kasting       | Kanada             | 53,62 s |      |
| 6    | Georgijs Kuļikovs | Sowjetunion        | 53,68 s |      |
| 7    | Jorge Comas       | Spanien            | 53,92 s |      |
| 8    | Greg Rogers       | Australien         | 54,26 s |      |

### Finale
| Rang | Athlet            | Nation             | Zeit    | Anm. |
| ---- | ----------------- | ------------------ | ------- | ---- |
| 1    | Mark Spitz        | Vereinigte Staaten | 51,22 s | WR   |
| 2    | Jerry Heidenreich | Vereinigte Staaten | 51,65 s |      |
| 3    | Wladimir Bure     | Sowjetunion        | 51,77 s |      |
| 4    | John Murphy       | Vereinigte Staaten | 52,08 s |      |
| 5    | Mike Wenden       | Australien         | 52,41 s |      |
| 6    | Igor Griwennikow  | Sowjetunion        | 52,44 s |      |
| 7    | Michel Rousseau   | Frankreich         | 52,90 s |      |
| 8    | Klaus Steinbach   | BR Deutschland     | 52,92 s |      |